# Lean On
"Lean On" is een single van Major Lazer (een project ontstaan door de Amerikaanse dj en muziekproducent Diplo) en de Franse DJ Snake. In het nummer zijn er ook vocalen te horen van de Deense zangeres MØ.

## Achtergrondinformatie
De single werd over het algemeen positief ontvangen en behaalde een top 10-notering in dertig internationale hitlijsten, inclusief twaalf nummer 1-plekken. Bovendien behaalde "Lean On" de tweede plek in de Spotify's Global Streaming Chart. "Lean On" werd op dat moment dagelijks gemiddeld twee miljoen keer afgespeeld over de hele wereld op Spotify.

## Videoclip
De bijhorende videoclip is voornamelijk opgenomen in India. De regie lag in handen van Tim Erem en de clip kwam uit op 23 maart 2015. De videoclip was begin juni 2017 meer dan 2 miljard keer bekeken op YouTube.

## Tracklijst
| Nr. | Titel   | Duur |
| --- | ------- | ---- |
| 1.  | Lean On | 2:56 |

## Hitnoteringen
De single kwam binnen in veel hitlijsten, waaronder een nummer 1-positie in Australië, Denemarken, Finland, Luxemburg en Nederland. In het bijzonder is het Major Lazers tweede single in de Billboard Hot 100 en eerste single in de UK Singles Chart. Radio 538 verkoos het nummer tot Dancesmash. Vanaf 28 augustus 2015 is het de succesvolste Dancesmash ooit, op basis van het aantal behaalde punten in de Nederlandse Top 40. In 2015 stond het nummer op de hoogste positie in de Dance 15 van The X Vibe, een jaarlijkse hitlijst met de populairste dancenummers van het jaar.

### Nederlandse Top 40
| Hitnotering: 21-03-2015 t/m 31-10-2015 | Hitnotering: 21-03-2015 t/m 31-10-2015 | Hitnotering: 21-03-2015 t/m 31-10-2015 | Hitnotering: 21-03-2015 t/m 31-10-2015 | Hitnotering: 21-03-2015 t/m 31-10-2015 | Hitnotering: 21-03-2015 t/m 31-10-2015 | Hitnotering: 21-03-2015 t/m 31-10-2015 | Hitnotering: 21-03-2015 t/m 31-10-2015 | Hitnotering: 21-03-2015 t/m 31-10-2015 | Hitnotering: 21-03-2015 t/m 31-10-2015 | Hitnotering: 21-03-2015 t/m 31-10-2015 | Hitnotering: 21-03-2015 t/m 31-10-2015 | Hitnotering: 21-03-2015 t/m 31-10-2015 | Hitnotering: 21-03-2015 t/m 31-10-2015 | Hitnotering: 21-03-2015 t/m 31-10-2015 | Hitnotering: 21-03-2015 t/m 31-10-2015 | Hitnotering: 21-03-2015 t/m 31-10-2015 | Hitnotering: 21-03-2015 t/m 31-10-2015 |
| Week:                                  | 1                                      | 2                                      | 3                                      | 4                                      | 5                                      | 6                                      | 7                                      | 8                                      | 9                                      | 10                                     | 11                                     | 12                                     | 13                                     | 14                                     | 15                                     | 16                                     | 17                                     |
| -------------------------------------- | -------------------------------------- | -------------------------------------- | -------------------------------------- | -------------------------------------- | -------------------------------------- | -------------------------------------- | -------------------------------------- | -------------------------------------- | -------------------------------------- | -------------------------------------- | -------------------------------------- | -------------------------------------- | -------------------------------------- | -------------------------------------- | -------------------------------------- | -------------------------------------- | -------------------------------------- |
| Positie:                               | 19                                     | 7                                      | 3                                      | 1                                      | 1                                      | 2                                      | 2                                      | 2                                      | 2                                      | 2                                      | 2                                      | 2                                      | 1                                      | 1                                      | 3                                      | 3                                      | 3                                      |
| Week:                                  | 18                                     | 19                                     | 20                                     | 21                                     | 22                                     | 23                                     | 24                                     | 25                                     | 26                                     | 27                                     | 28                                     | 29                                     | 30                                     | 31                                     | 32                                     | 33                                     |                                        |
| Positie:                               | 4                                      | 4                                      | 4                                      | 4                                      | 5                                      | 6                                      | 7                                      | 10                                     | 13                                     | 13                                     | 15                                     | 20                                     | 26                                     | 27                                     | 28                                     | 35                                     | uit                                    |

### NederlandseSingle Top 100
| Hitnotering: 14-03-2015 t/m 11-06-2016 | Hitnotering: 14-03-2015 t/m 11-06-2016 | Hitnotering: 14-03-2015 t/m 11-06-2016 | Hitnotering: 14-03-2015 t/m 11-06-2016 | Hitnotering: 14-03-2015 t/m 11-06-2016 | Hitnotering: 14-03-2015 t/m 11-06-2016 | Hitnotering: 14-03-2015 t/m 11-06-2016 | Hitnotering: 14-03-2015 t/m 11-06-2016 | Hitnotering: 14-03-2015 t/m 11-06-2016 | Hitnotering: 14-03-2015 t/m 11-06-2016 | Hitnotering: 14-03-2015 t/m 11-06-2016 | Hitnotering: 14-03-2015 t/m 11-06-2016 | Hitnotering: 14-03-2015 t/m 11-06-2016 | Hitnotering: 14-03-2015 t/m 11-06-2016 | Hitnotering: 14-03-2015 t/m 11-06-2016 | Hitnotering: 14-03-2015 t/m 11-06-2016 | Hitnotering: 14-03-2015 t/m 11-06-2016 | Hitnotering: 14-03-2015 t/m 11-06-2016 | Hitnotering: 14-03-2015 t/m 11-06-2016 | Hitnotering: 14-03-2015 t/m 11-06-2016 | Hitnotering: 14-03-2015 t/m 11-06-2016 | Hitnotering: 14-03-2015 t/m 11-06-2016 |
| Week:                                  | 1                                      | 2                                      | 3                                      | 4                                      | 5                                      | 6                                      | 7                                      | 8                                      | 9                                      | 10                                     | 11                                     | 12                                     | 13                                     | 14                                     | 15                                     | 16                                     | 17                                     | 18                                     | 19                                     | 20                                     |                                        |
| -------------------------------------- | -------------------------------------- | -------------------------------------- | -------------------------------------- | -------------------------------------- | -------------------------------------- | -------------------------------------- | -------------------------------------- | -------------------------------------- | -------------------------------------- | -------------------------------------- | -------------------------------------- | -------------------------------------- | -------------------------------------- | -------------------------------------- | -------------------------------------- | -------------------------------------- | -------------------------------------- | -------------------------------------- | -------------------------------------- | -------------------------------------- | -------------------------------------- |
| Positie:                               | 27                                     | 8                                      | 2                                      | 1                                      | 1                                      | 2                                      | 2                                      | 2                                      | 2                                      | 2                                      | 2                                      | 2                                      | 2                                      | 2                                      | 3                                      | 3                                      | 4                                      | 4                                      | 4                                      | 4                                      |                                        |
| Week:                                  | 21                                     | 22                                     | 23                                     | 24                                     | 25                                     | 26                                     | 27                                     | 28                                     | 29                                     | 30                                     | 31                                     | 32                                     | 33                                     | 34                                     | 35                                     | 36                                     | 37                                     | 38                                     | 39                                     | 40                                     |                                        |
| Positie:                               | 4                                      | 3                                      | 3                                      | 5                                      | 6                                      | 9                                      | 9                                      | 9                                      | 12                                     | 13                                     | 15                                     | 18                                     | 18                                     | 22                                     | 23                                     | 26                                     | 37                                     | 37                                     | 35                                     | 33                                     |                                        |
| Week:                                  | 41                                     | 42                                     | 43                                     | 44                                     | 45                                     | 46                                     | 47                                     | 48                                     | 49                                     | 50                                     | 51                                     | 52                                     | 53                                     | 54                                     | 55                                     | 56                                     | 57                                     | 58                                     | 59                                     | 60                                     |                                        |
| Positie:                               | 27                                     | 25                                     | 26                                     | 21                                     | 26                                     | 26                                     | 31                                     | 37                                     | 37                                     | 50                                     | 54                                     | 57                                     | 60                                     | 58                                     | 59                                     | 58                                     | 57                                     | 58                                     | 59                                     | 59                                     |                                        |
| Week:                                  | 61                                     | 62                                     | 63                                     | 64                                     | 65                                     | 66                                     |                                        |                                        |                                        |                                        |                                        |                                        |                                        |                                        |                                        |                                        |                                        |                                        |                                        |                                        |                                        |
| Positie:                               | 73                                     | 77                                     | 82                                     | 87                                     | 91                                     | 85                                     | uit                                    |                                        |                                        |                                        |                                        |                                        |                                        |                                        |                                        |                                        |                                        |                                        |                                        |                                        |                                        |

### 3FM Mega Top 50
| Hitnotering: 14-03-2015 t/m 23-01-2016 | Hitnotering: 14-03-2015 t/m 23-01-2016 | Hitnotering: 14-03-2015 t/m 23-01-2016 | Hitnotering: 14-03-2015 t/m 23-01-2016 | Hitnotering: 14-03-2015 t/m 23-01-2016 | Hitnotering: 14-03-2015 t/m 23-01-2016 | Hitnotering: 14-03-2015 t/m 23-01-2016 | Hitnotering: 14-03-2015 t/m 23-01-2016 | Hitnotering: 14-03-2015 t/m 23-01-2016 | Hitnotering: 14-03-2015 t/m 23-01-2016 | Hitnotering: 14-03-2015 t/m 23-01-2016 | Hitnotering: 14-03-2015 t/m 23-01-2016 | Hitnotering: 14-03-2015 t/m 23-01-2016 | Hitnotering: 14-03-2015 t/m 23-01-2016 | Hitnotering: 14-03-2015 t/m 23-01-2016 | Hitnotering: 14-03-2015 t/m 23-01-2016 | Hitnotering: 14-03-2015 t/m 23-01-2016 | Hitnotering: 14-03-2015 t/m 23-01-2016 | Hitnotering: 14-03-2015 t/m 23-01-2016 | Hitnotering: 14-03-2015 t/m 23-01-2016 | Hitnotering: 14-03-2015 t/m 23-01-2016 | Hitnotering: 14-03-2015 t/m 23-01-2016 | Hitnotering: 14-03-2015 t/m 23-01-2016 | Hitnotering: 14-03-2015 t/m 23-01-2016 | Hitnotering: 14-03-2015 t/m 23-01-2016 |
| Week:                                  | 1                                      | 2                                      | 3                                      | 4                                      | 5                                      | 6                                      | 7                                      | 8                                      | 9                                      | 10                                     | 11                                     | 12                                     | 13                                     | 14                                     | 15                                     | 16                                     | 17                                     | 18                                     | 19                                     | 20                                     | 21                                     | 22                                     | 23                                     | 24                                     |
| -------------------------------------- | -------------------------------------- | -------------------------------------- | -------------------------------------- | -------------------------------------- | -------------------------------------- | -------------------------------------- | -------------------------------------- | -------------------------------------- | -------------------------------------- | -------------------------------------- | -------------------------------------- | -------------------------------------- | -------------------------------------- | -------------------------------------- | -------------------------------------- | -------------------------------------- | -------------------------------------- | -------------------------------------- | -------------------------------------- | -------------------------------------- | -------------------------------------- | -------------------------------------- | -------------------------------------- | -------------------------------------- |
| Positie:                               | 25                                     | 8                                      | 5                                      | 1                                      | 1                                      | 1                                      | 2                                      | 2                                      | 2                                      | 2                                      | 2                                      | 2                                      | 2                                      | 1                                      | 2                                      | 3                                      | 3                                      | 4                                      | 4                                      | 4                                      | 3                                      | 5                                      | 3                                      | 3                                      |
| Week:                                  | 25                                     | 26                                     | 27                                     | 28                                     | 29                                     | 30                                     | 31                                     | 32                                     | 33                                     | 34                                     | 35                                     | 36                                     | 37                                     | 38                                     | 39                                     | 40                                     | 41                                     | 42                                     | 43                                     | 44                                     | 45                                     | 46                                     |                                        |                                        |
| Positie:                               | 5                                      | 5                                      | 6                                      | 9                                      | 19                                     | 16                                     | 22                                     | 19                                     | 22                                     | 23                                     | 25                                     | 36                                     | 45                                     | 41                                     | 39                                     | 40                                     | 38                                     | 39                                     | 45                                     | 46                                     | 44                                     | 50                                     | uit                                    |                                        |

### NPO Radio 2 Top 2000
Lean On stond alleen in 2016 in de NPO Radio 2 Top 2000, op plek 1443.